# 中山公园音乐堂
39°54′39″N 116°23′44″E / 39.91093720000001°N 116.395689°E

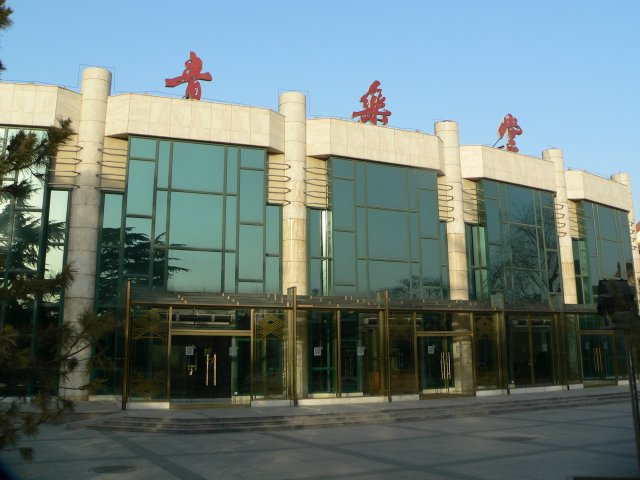
中山公园音乐堂正门

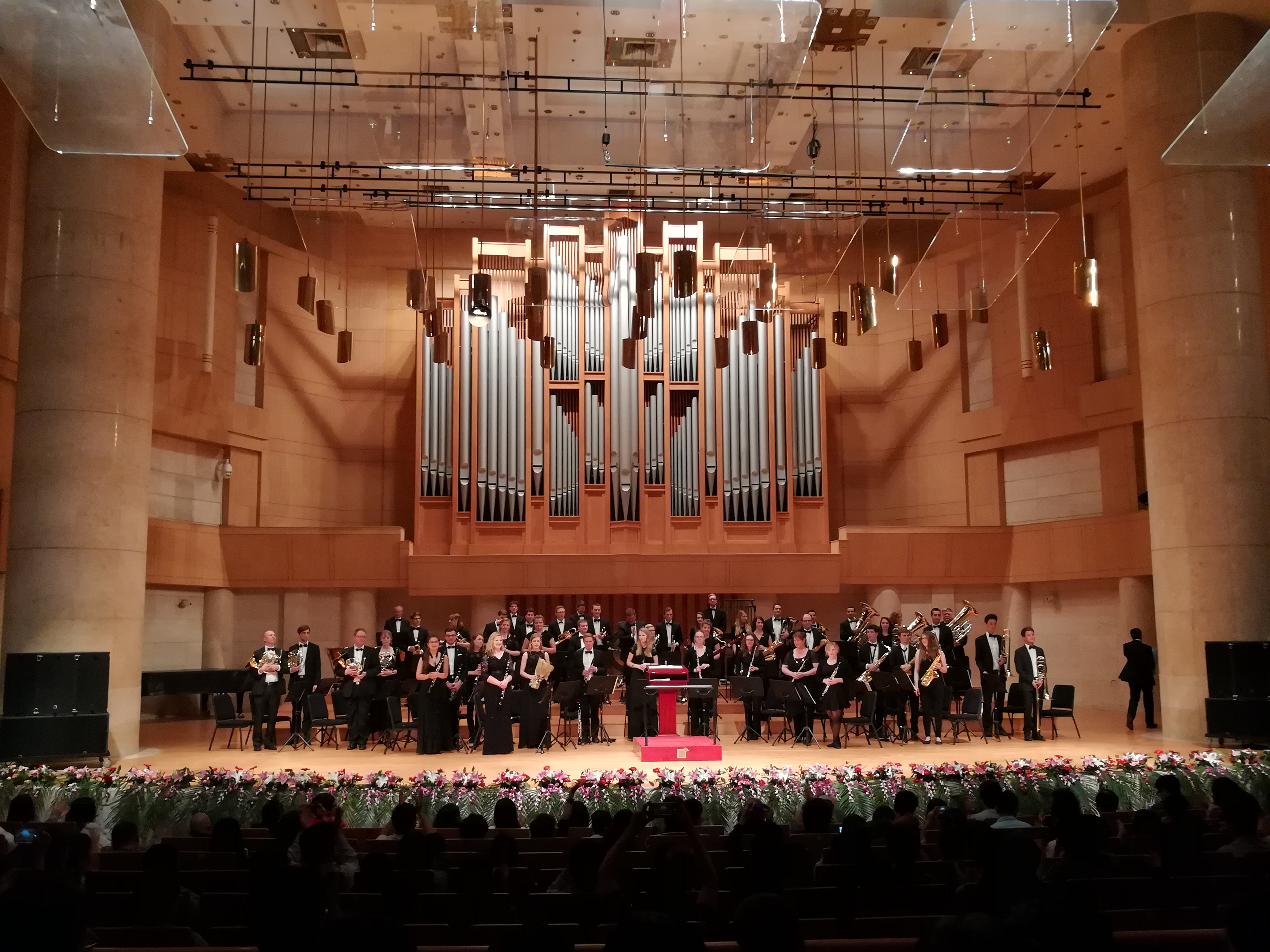
音乐堂内景

中山公园音乐堂为北京市著名的国际化多功能演出场所，位于北京中山公园内社稷坛棂星门外东南方。因为座落于紫禁城建筑群之中，地理位置与人文环境优越，音乐堂广受美誉。

## 概况
中山公园音乐堂实际占地面积3720平方米，总建筑面积11800平方米，为北京专业音乐厅中演出场次最多，最有影响的剧场之一，每年拥有演出近300场。目前为北京交响乐团、中国爱乐乐团音乐季的主场，也是北京国际音乐节的主要演出场所。

## 历史
中山音乐堂的前身最初为北平日占时期1942年日本人修建的露天舞台和砖砌的观众席。中华人民共和国成立后将砖砌的观众席改为木板长条椅，成了一座露天剧场，用于室外演出。1980年后，露天剧场建为室内剧场。现在已成为一座现代化音乐厅，是北京著名的演出场所。

## 内部
中山音乐堂的演奏大厅能容纳1400人，全部由乳白色大理石镶嵌铺装而成。舞台前部设有钢琴升降平台，后墙安装有目前国内最大的奥斯汀管风琴。顶部悬挂有机玻璃反声板，具有良好的反射声和扩散声。其音响效果经中国社科院声学研究所鉴定，声学指标接近维也纳金色大厅。观众大厅共三层，提供约1400个座位和5个包厢。
音乐堂还设有星级标准的贵宾室和能容纳250人的会议室。同时拥有能容纳一百五十人的电影厅以及咖啡厅等相关娱乐设施。